# Vinyl chloride
Vinyl chloride is là một hợp chất chloride hữu cơ với công thức hóa học H2C=CHCl. Tên khác của chất này là vinyl chloride monomer (VCM) hoặc chloroethene. Hợp chất không màu này là một hóa chất công nghiệp quan trọng được sử dụng chủ yếu để sản xuất polymer polyvinyl chloride (PVC). Khoảng 13 tỷ kg chất này được sản xuất hàng năm. VCM nằm trong top 20 chất hóa dầu lớn nhất tính theo sản lượng toàn cầu. Hoa Kỳ hiện vẫn là quốc gia sản xuất VCM lớn nhất vì có chi phí sản xuất thấp đối với các nguyên liệu thô clorin và etylen. Trung Quốc cũng là một nhà sản xuất lớn và là một trong những quốc gia tiêu thụ VCM lớn nhất. 
Vinyl chloride là một khí có mùi ngọt. Nó rất độc, dễ cháy, và gây ung thư. Nó có thể được hình thành trong môi trường khi các sinh vật đất phá vỡ dung môi "chứa clo". Vinyl chloride được thải ra từ các ngành công nghiệp hoặc được hình thành từ sự phân hủy của các hóa chất clo có thể xâm nhập vào không khí và nguồn cung cấp nước uống. Vinyl chloride là một chất gây ô nhiễm thông thường được tìm thấy gần các bãi chôn lấp rác. Trong quá khứ VCM đã được sử dụng làm chất làm lạnh.

## Sản xuất
Vinyl chloride được Justus von Liebig và học trò của ông Henri Victor Regnault điều chế lần đầu năm 1835 bằng cách cho 1,2-dichloroethane phản ứng với dung dịch kali hydroxide trong etanol.
Năm 1912, Fritz Klatte, một nhà hóa học người Đức làm việc cho Griesheim-Elektron, đã được cấp bằng sáng chế một phương thức sản xuất vinyl chloride từ acetylen và hydro chloride sử dụng chloride thủy ngân làm chất xúc tác. Mặc dù phương pháp này được sử dụng rộng rãi trong những năm 1930 và 1940 ở phương Tây, nhưng nó đã bị thay thế bằng các quy trình kinh tế hơn dựa trên etylen ở Hoa Kỳ và Châu Âu. Nó vẫn là phương pháp sản xuất chính ở Trung Quốc.
Vinyl chloride được sản xuất trên một quy mô đáng kể-khoảng 31,1 triệu tấn được sản xuất vào năm 2000. Hai phương pháp được sử dụng, hydrochloride hóa acetylen và dehydrochloride  etylen dichloride (1,2-dichloroethane). Đã có nhiều nỗ lực chuyển đổi etan trực tiếp thành vinyl chloride.
Vinyl chloride cũng có thể có được như là sản phẩm phụ trong quá trình tổng hợp các cloroflorocarbon khi các cloroflorocarbon bão hòa được khử bằng etylen có xúc tác. Ethan sulfoclo hóa đã được đề xuất như là một phương pháp để sản xuất nhựa vinyl chloride sử dụng lưu huỳnh thay vì oxy.